# María Reyes
María Reyes, född 29 juni 1964, är en puertoricansk bågskytt. Hon deltog vid olympiska sommarspelen 1996.